# Лајзел
Лајзел (њем. Leisel) општина је у њемачкој савезној држави Рајна-Палатинат. Једно је од 96 општинских средишта округа Биркенфелд. Према процјени из 2010. у општини је живјело 575 становника. Посједује регионалну шифру (AGS) 7134050.

## Географски и демографски подаци
Лајзел се налази у савезној држави Рајна-Палатинат у округу Биркенфелд. Општина се налази на надморској висини од 420 метара. Површина општине износи 8,8 km². У самом мјесту је, према процјени из 2010. године, живјело 575 становника. Просјечна густина становништва износи 65 становника/km².